# 1683 Castafiore
Castafiore (asteróide 1683) é um asteróide da cintura principal, a 2,242657 UA. Possui uma excentricidade de 0,1795235 e um período orbital de 1 650,58 dias (4,52 anos).
Castafiore tem uma velocidade orbital média de 18,01541992 km/s e uma inclinação de 12,49936º.
Esse asteróide foi descoberto em 19 de Setembro de 1950 por Sylvain Arend.